# Självständighetsdagen (Kroatien)
Självständighetsdagen (kroatiska: Dan neovisnosti ) är en officiell minnesdag i Kroatien som högtidlighålls årligen sedan år 2002. Självständighetsdagen uppmärksammas den 25 juni då Kroatien efter en folkomröstning år 1991 förklarade sig självständigt från Jugoslavien.
Åren 2002–2020 var Självständighetsdagen en allmän helgdag som inträffade årligen den 8 oktober. Den 8 oktober var datumet då Kroatiens parlament år 1991 fattade beslutet om att avbryta alla statsbärande relationer till Jugoslavien. År 2019 antog det kroatiska parlamentet en ny ordning för landets helgdagar som trädde i kraft den 1 januari 2020. Självständighetsdagen status som allmän helgdag ändrades till minnesdag och den är därmed sedan år 2020 inte längre en arbetsfri dag i Kroatien. Samtidigt ändrades datumet till den 25 juni som dessförinnan firats som Kroatiens nationaldag). Den 25 juni var datumet då det kroatiska parlamentet år 1991 utropade självständighet från Jugoslavien.    

## Historik och bakgrund
Den 19 maj 1991 hölls en folkomröstning om självständighet i Kroatien där 93,24 % av röstdeltagarna röstade för oavhängighet från Jugoslavien. Med anledning av valresultatet förklarade sig Kroatien självständigt från Jugoslavien den 25 juni 1991. Den 7 juli undertecknade Kroatien (och Slovenien) Brijunideklarationen. Enligt detta avtal medgav de båda länderna ett tre månader långt moratorium rörande självständighetsförklaringarna. Under denna period bröt det kroatiska självständighetskriget (i Kroatien kallat Hemlandskriget) ut. Sedan moratoriet löpt ut fattade det kroatiska parlamentet enhälligt beslutet att den 8 oktober 1991 verkställa självständighetsbeslutet genom att avbryta alla statsbärande relationer till Jugoslavien. Med anledning av bombningen av Banpalatset dagen innan fattades inte beslutet i parlamentsbyggnaden utan i INA-byggnadens källarlokaler.   

### Fotnoter
1. 1 2  ”Zakon o blagdanima, spomendanima i neradnim danima u Republici Hrvatskoj” (på kroatiska). Narodne novine. https://narodne-novine.nn.hr/clanci/sluzbeni/2019_11_110_2212.html. Läst 30 maj 2020.